# Mario Frick (piłkarz)
Mario Frick (ur. 7 września 1974 w Chur) – liechtensteiński piłkarz, reprezentant kraju występujący na pozycji napastnika.

## Kariera
Mario Frick karierę piłkarza rozpoczął w amatorskim klubie z Liechtensteinu, FC Balzers. 26 października 1993 zadebiutował z reprezentacji swojego kraju w przegranym 0:2 meczu z Estonią, a w grudniu tego samego roku został wypożyczony na miesiąc do szwajcarskiego Grasshoppers Zurych.
W lipcu 1994 roku Frick przeniósł się na stałe do Szwajcarii, gdzie grał w FC St. Gallen (1994–1996), FC Basel (1996–1999) oraz FC Zürich (1999–2000). W lidze szwajcarskiej zagrał łącznie ponad 170 razy, strzelając 46 bramek.
Swoją pierwszą bramkę w kadrze strzelił 6 września 1997 roku, w swoje 23. urodziny, podczas przegranego aż 1:8 meczu z Rumunią, rozegranego w Eschen. Dokładnie 9 lat później, również w swoje urodziny, 6 września 2006 roku, Mario Frick strzelił swoją dziesiątą bramkę w kadrze, w meczu przeciwko drużynie Szwecji.
W 2000 roku Frick wyjechał do Włoch, gdzie rozpoczął grę w trzecioligowym A.C. Arezzo. W swoim inauguracyjnym sezonie strzelił 16 bramek w 23 meczach swojej drużyny.
Dobre występy w Arezzo zaowocowały transferem do pierwszoligowego Hellasu Werona. Frick pełnił w nowej drużynie rolę rezerwowego, jednak zdołał strzelić 7 bramek w najwyższej klasie rozgrywkowej we Włoszech. Klub z Werony spadł jednak do Serie B, a Frick znalazł zatrudnienie w innym klubie tej ligi, mianowicie w Ternanie Calcio. Grał tam cztery sezony, w 133 meczach ligowych strzelając 44 bramki.
15 bramek strzelonych w sezonie 2005/2006 spowodowało, że Frick odszedł do pierwszoligowej Sieny. W debiutanckim sezonie w nowym zespole zdobył 6 goli, w kolejnych rozgrywkach strzelił 4 bramki.
22 czerwca 2009 roku Frick powrócił do FC St. Gallen.
Ostatnie mecze w kadrze narodowej Frick grywał na pozycji stopera.
| sezon   | klub           | liga           | mecze | bramki |
| 1994/95 | FC St. Gallen  | Nationalliga A | 31    | 5      |
| 1995/96 | FC St. Gallen  | Nationalliga A | 29    | 6      |
| 1996/97 | FC Basel       | Nationalliga A | 22    | 6      |
| 1997/98 | FC Basel       | Nationalliga A | 33    | 14     |
| 1998/99 | FC Basel       | Nationalliga A | 25    | 10     |
| 1999/00 | FC Zürich      | Nationalliga A | 32    | 5      |
| 2000/01 | A.C. Arezzo    | Serie C1       | 23    | 16     |
| 2001/02 | Hellas Werona  | Serie A        | 24    | 7      |
| 2002/03 | Ternana Calcio | Serie B        | 29    | 5      |
| 2003/04 | Ternana Calcio | Serie B        | 37    | 8      |
| 2004/05 | Ternana Calcio | Serie B        | 31    | 16     |
| 2005/06 | Ternana Calcio | Serie B        | 36    | 15     |
| 2006/07 | AC Siena       | Serie A        | 33    | 6      |
| 2007/08 | AC Siena       | Serie A        | 27    | 4      |
| 2008/09 | AC Siena       | Serie A        | 27    | 3      |
| 2009/10 | FC St. Gallen  | Super League   | 23    | 4      |

## Bramki w reprezentacji
| #  | data                 | rywal             | wynik | ranga      |
| 1  | 6 września 1997      | Rumunia           | 1:8   | el. MŚ '98 |
| 2  | 14 października 1998 | Azerbejdżan       | 2:1   | el. ME '00 |
| 3  | 7 czerwca 2000       | Niemcy            | 2:8   | towarzyski |
| 4  | 21 sierpnia 2002     | Wyspy Owcze       | 1:3   | towarzyski |
| 5  | 20 sierpnia 2003     | San Marino        | 2:2   | towarzyski |
| 6  | 13 października 2004 | Luksemburg        | 4:0   | el. MŚ '06 |
| 7  | 17 listopada 2004    | Łotwa             | 1:3   | el. MŚ '06 |
| 8  | 7 września 2005      | Luksemburg        | 3:0   | el. MŚ '06 |
| 9  | 6 września 2006      | Szwecja           | 1:3   | el. ME '08 |
| 10 | 6 października 2006  | Austria           | 1:2   | towarzyski |
| 11 | 28 marca 2007        | Łotwa             | 1:0   | el. ME '08 |
| 12 | 22 sierpnia 2007     | Irlandia Północna | 1:3   | el. ME '08 |
| 13 | 17 października 2007 | Islandia          | 3:0   | el. ME '08 |
| 14 | 6 czerwca 2009       | Finlandia         | 1:2   | el. MŚ '10 |

## Życie prywatne
Frick ma żonę Isabelle (ślub odbył się 22 czerwca 2001 roku), a także dwójkę dzieci.